# 垂直磁记录
垂直磁记录（英語：Perpendicular magnetic recording，PMR），也称为常规磁记录（conventional magnetic recording，CMR）、垂直写入技术，是一種硬碟存取技術。

## 背景
由於現今硬碟的資料記錄區塊大小已經發展到寬度只有30奈米左右，而磁性記錄顆粒的尺寸不斷下降，但硬碟容量倍數上升，導致出現電磁學上的超順磁效應（超順磁性），大大降低了硬碟的容量提升潛力。因此為了配合電腦技術發展，有公司開始發展運用垂直磁记录技术的硬碟。

## 原理

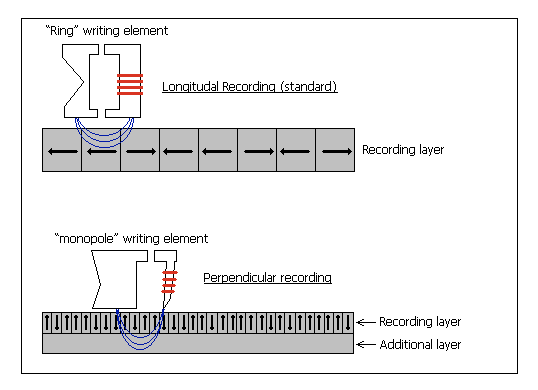
垂直磁记录原理

舊有的縱向（平行）讀寫技術，磁性記錄顆粒的易磁化方向相對於碟片是平行的，顆粒沿著碟片圓周以端對端排列，所以便有機會出現SS（南）和NN（北）的互斥排列。當顆粒的尺寸不斷下降而密度不斷提升，在室溫的情況下顆粒便會對隨機的熱運動異常敏感，失去穩定性，導致出現位元（0和1）翻轉的現象，記錄的數據因此被破壞。
而採用了垂直磁记录技术（Perpendicular Recording）的硬碟中的磁性記錄顆粒的易磁化方向相對於碟片是垂直的，因此允许使用单极磁头配合磁记录介质下的软磁层对其所产生的镜像效应所产生的“间隙磁场”来将信息写入磁记录介质中，而纵向写入技术采用环形磁头在间隙处产生的杂散场来将信息写入，因此，采用具有相同饱和磁化强度的材料所制备的垂直写入磁头，能产生两倍于纵向写入磁头所能产生的磁场。更大的写入磁场允许我们使用具有更高磁各向异性的材料来制备磁记录介质，而磁各向异性越强，出现超顺磁性效应的临界体积就越小，因此，碟片中的存储密度可以在一定程度内得到进一步的提高。

## 优点
- 比舊有的縱向讀寫技術更穩定。
- 理論上可有限提升讀寫速度。
- 生產的硬碟容量更高。
- 生產成本更低。

## 缺点
- 在達致每平方英寸500~700Gb時，又會出現超順磁效應。
- 不能永遠解決硬碟容量提升的瓶頸。

## 未來發展
- 疊瓦磁記錄
- 熱輔助磁記錄（Heat-assisted magnetic recording）：可望解決密度上升至700Gb時的瓶頸,令密度達至1000Gb（1Tb）。
- 規則媒介質錄寫
- 探針儲存：達到原子級的讀寫技術。

## 備註
1. ↑  为了与PMR的变种叠瓦磁记录（SMR）进行区别